# 1-丁炔
1-丁炔，化学式C
4H
6，是一种极易燃的炔烃，无色、不溶於水、具特殊臭味的气体，用于合成某些有机物。由於它的碳-碳三鍵在於1位上，因此它屬於末端炔烴。

## 性质
可溶于乙醇和乙醚。
可二聚生成C2H5C≡CH＝CHC2H5或C2H5C≡C-C(C2H5)＝CH2。可以发生炔烃的一般反应。叁键碳所连的氢有酸性，可生成炔钠或格氏试剂。与醇钾共热时发生叁键转移，异构化为2-丁炔。脱氢偶联可得3,5-辛二炔。加氫可製備1-丁烯，再而生成丁烷，此反應需要以铂或鎳等金屬作催化劑。
由於1-丁炔屬於末端炔烴，所以它可以跟銀氨溶液（硝酸銀的氨溶液）或者亞銅氨溶液（氯化亞銅的氨溶液）反應，分別生成丁炔銀跟丁炔亞銅。這反應可用來分別此物跟2-丁炔。

## 制取
由在液氨中用氨基钠处理乙炔得炔钠，再与卤乙烷反应而得。